# Adele Bloch-Bauer
Adele Bloch-Bauer (Vienna, 9 agosto 1881 – Vienna, 24 gennaio 1925) è stata una socialite austriaca.
Moglie dell'industriale Ferdinand Bloch-Bauer, è passata alla storia per essere stata musa dell'amico Gustav Klimt, nonché il soggetto principale dei suoi dipinti Ritratto di Adele Bloch-Bauer I e Ritratto di Adele Bloch-Bauer II.

## Biografia
Adele Bauer nacque a Vienna, nell'Impero Austro-Ungarico, il 9 agosto 1881, da Jeannette (nata Honig) Bauer e Moritz Bauer, il direttore di una banca e di una ferrovia.
Nel 1898 conobbe il futuro marito Ferdinand Bloch, un facoltoso uomo d'affari che possedeva una raffineria dello zucchero presso Bruck an der Mur. L'incontro avvenne durante il matrimonio della sorella di lei Therese e il fratello di lui Gustav. Adele e Ferdinand iniziarono una relazione sentimentale l'anno seguente; si sposarono il 19 dicembre 1899 allo Stadttempel di Vienna.
Nel 1903 Ferdinand commissionò a Klimt un dipinto raffigurante la moglie. Il dipinto, risultante, ovvero il Ritratto di Adele Bloch-Bauer I venne terminato nel 1907. Ad esso seguì un secondo ritratto della donna, al quale il pittore lavorò nel 1912. I due dipinti fecero di Adele Bloch-Bauer l'unica persona dipinta più volte per intero da Klimt. Alcuni artisti specularono sul fatto che lei fosse anche la donna delle tele di Klimt Il bacio e Giuditta I.
Bloch Bauer divenne una socialite e tenne spesso dei salotti che attirarono alcune celebrità dell'epoca, come i compositori Gustav Mahler e Richard Strauss. Socializzò anche con nobili di alto rango come il principe Adolfo I di Schwarzenberg.
La nipote di Bloch-Bauer Maria Altmann la definì una «donna fredda e intellettuale. Politicamente consapevole, divenne socialista. Non era felice. Il suo matrimonio le fu imposto e non aveva figli in quanto fu costretta ad abortire due volte e un altro dei suoi figli morì quando era un neonato. Mi ricordo che era molto elegante, alta, scura e magra. Indossava sempre un abito bianco aderente e aveva un lungo portasigarette d'oro.»
Bloch-Bauer morì di meningite nel 1925.

## Nella cultura di massa
- Il film Woman in Gold racconta la battaglia legale che Maria Altmann dovette intraprendere contro lo stato austriaco, per recuperare il famoso ritratto della zia Adele Bloch-Bauer.

## Galleria d'immagini

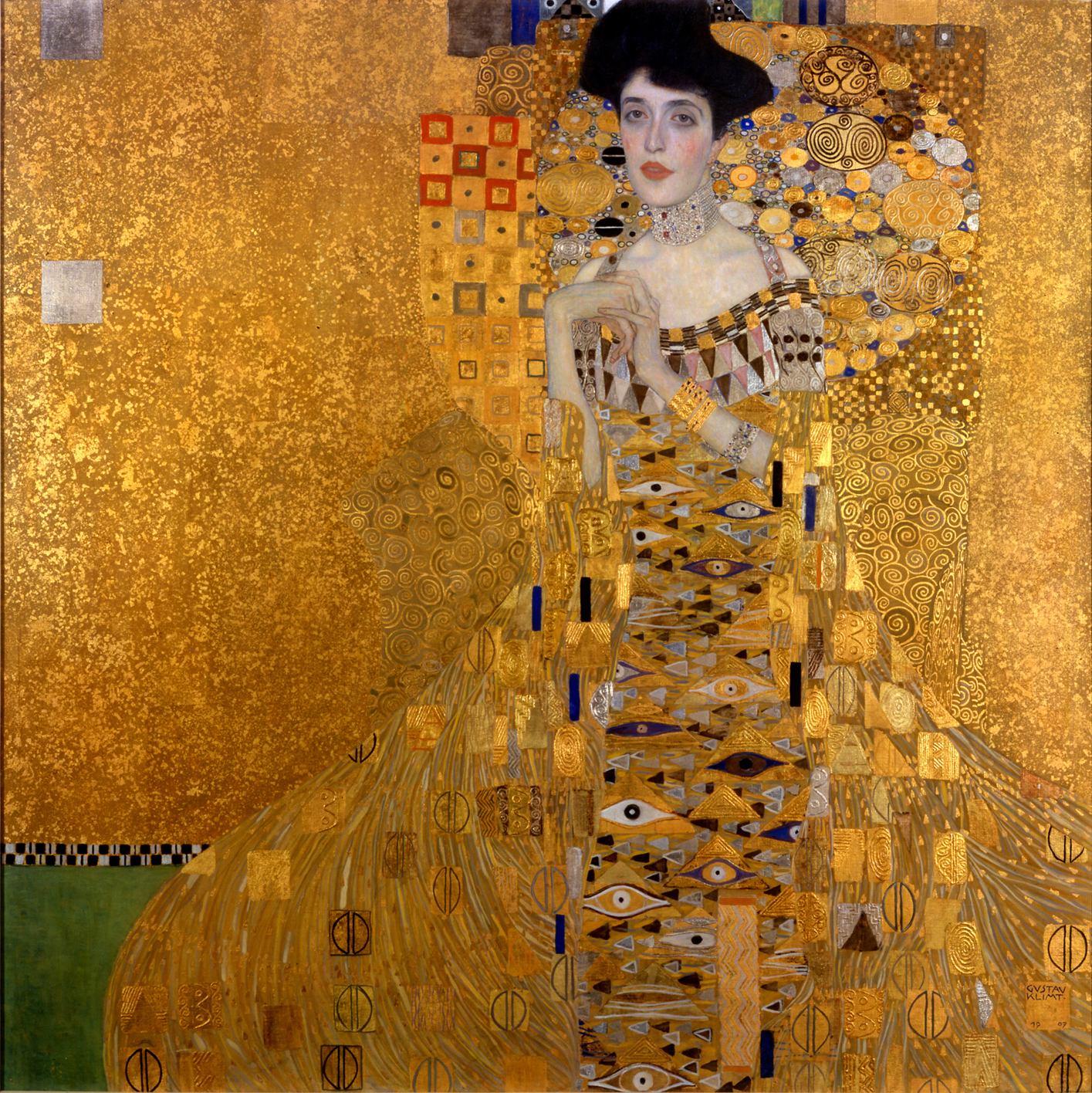
Ritratto di Adele Bloch-Bauer I (1907)
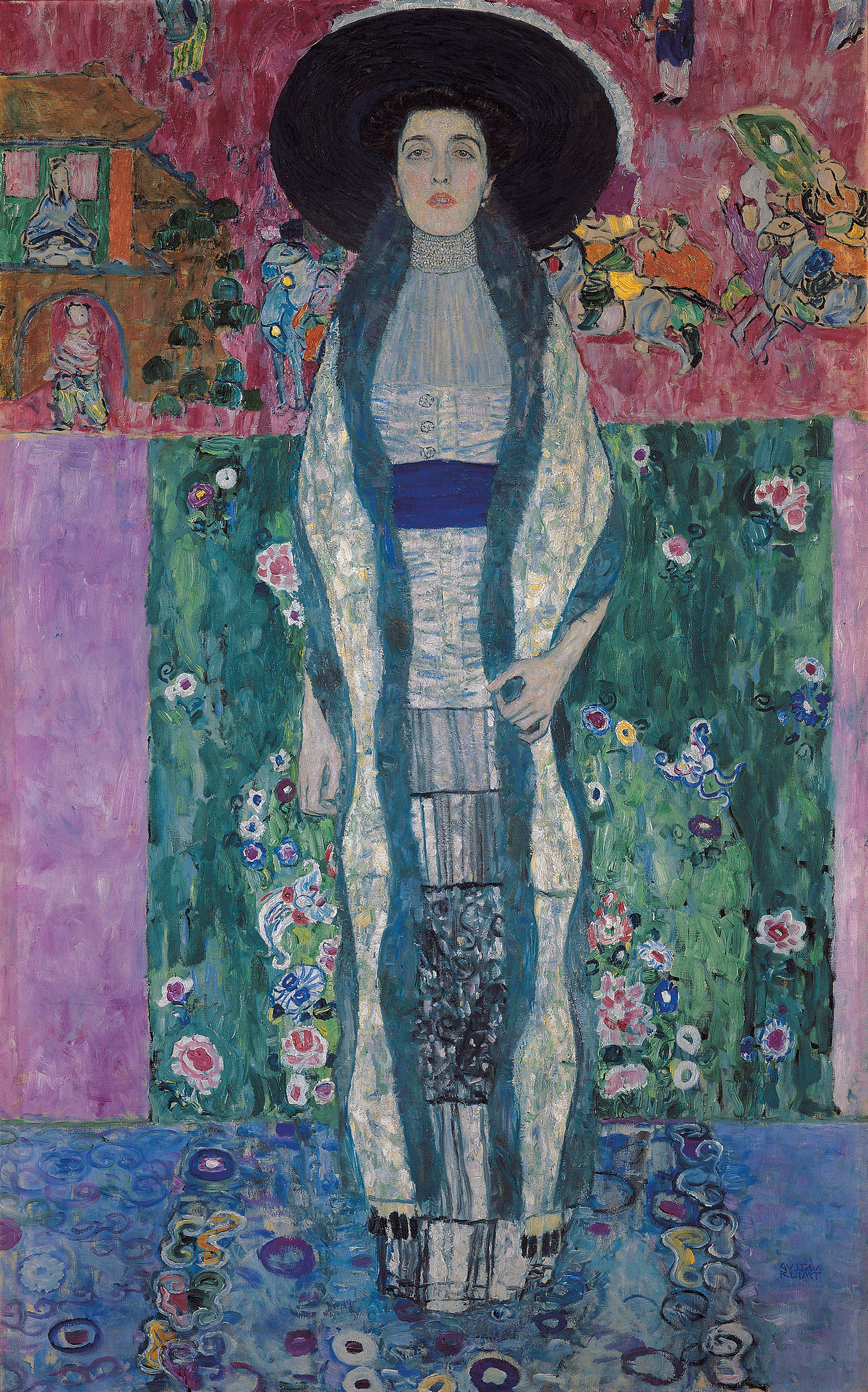
Ritratto di Adele Bloch-Bauer II (1912)